# Ähre (Architektur)

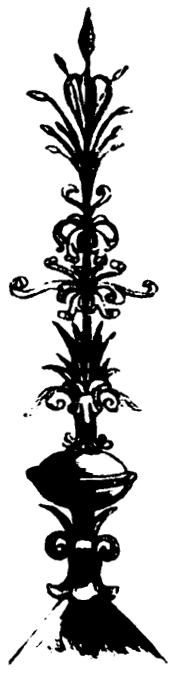
Geschmiedete Ähren-Bekrönung (Lexikonabbildung, 1863)

Eine Ähre ist in der Architektur die verzierte Bekrönung einer Turmspitze oder Giebelspitze an Profanbauten, insbesondere der norddeutschen Renaissance. Die Verzierung kann aus Eisen oder aus Ton bestehen.